# Jääkärisaari
Jääkärisaari är en ö i Finland. Den ligger i sjön Saarijärvi och i kommunen Suomussalmi i den ekonomiska regionen  Kehys-Kainuu  och landskapet Kajanaland, i den centrala delen av landet, 500 km norr om huvudstaden Helsingfors. Öns area är 2,5 hektar och dess största längd är 270 meter i nord-sydlig riktning.